# Football Club Casale Associazione Sportiva Dilettantistica
Football Club Casale Associazione Sportiva Dilettantistica é um clube de futebol italiano, sediado em Casale Monferrato, na região do Piemonte. Fundado em 1909, disputa hoje a Promozione do Piemonte-Vale de Aosta, a sexta divisão nacional.

## História

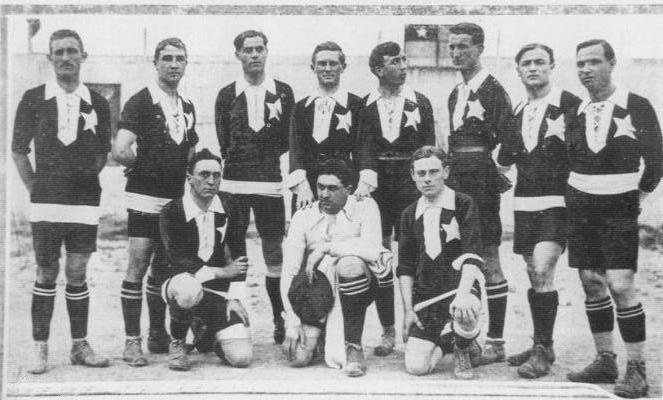
A equipe do Casale campeã italiana em 1914: Attilio Gallina (goleiro, segurando o boné), Maggiani, Scrivano, Rosa, Luigi Barbesino, Giuseppe Parodi, Caira, Angelo Mattea, Giovanni Gallina, Amedeo Varese e Bertinotti.

Escudo utilizado entre 2013 e 2023..

Fundado em 1909 como Casale Foot Ball Club, conquistou o Campeonato Italiano em 1913–14 e a Série B de 1929–30. Assim como o Botafogo, o Casale ostenta uma estrela solitária em seu uniforme. Rebaixado à segunda divisão em 1933–34, o clube, que já encontrava-se relegado ao semi-amadorismo desde a profissionalização do futebol italiano em 1925, passou a alternar-se entre a terceira e quinta divisões.. Nas temporadas 2007–08 e 2008–09, enfrentou a Novese em 4 jogos, considerados os mais insólitos envolvendo 2 clubes campeões italianos (2 vitórias para cada).
Em 1993, quando jogava a Série C2, o Casale afundou-se em problemas financeiros e abriu falência, recomeçando em categorias amadoras e renomeado como Associazione Sportiva Casale Calcio. A situação repetiu-se em 2012, quando a equipe teve a inscrição para a Lega Pro Seconda Divisione barrada e teve que recomeçar da Eccelenza piemontesa, mudando o nome para Football Club Casale Associazione Sportiva Dilettantistica no ano seguinte.
Na temporada 2022–23, ao terminar em 19º lugar no Grupo A da Série D, a equipe foi rebaixada para a Eccellenza, onde não chegaria a disputar ao ser excluída do campeonato. Ainda em 2023, 3 times (ASD Junior Calcio Pontestura, Stay O Party e Turricola Terruggia) se fundem para formar a Associazione Sportiva Dilettantistica Città di Casale, que pretende manter a história do Casale original (incluindo as cores, o uniforme, o escudo e o ano de fundação. Inscrito na Promozione do Piemonte-Vale de Aosta, o novo clube termina em quarto lugar na primeira fase e é eliminado na final dos playoffs de acesso.

## Títulos
- Campeonato Italiano – Série A: 1 (1913–1914)
- Campeonato Italiano – Série B: 1 (1929–1930)
- Coppa Italia Dilettanti: 1 (1998–1999)

## Rivalidades
A principal rivalidade do Casale é com o Alessandria. Os dois clubes protagonizam o Dérbi da província de Alessandria, um dos maiores clássicos da região do Piemonte. Outras rivalidades são contra Pro Vercelli, Piacenza, Pavia, Monza, Savona, Derthona e Varese.